# Waldemar von Zedtwitz
Waldemar Konrad Anton Wilhelm Ferdinand von Zedtwitz (* 8. Mai 1896 in Berlin; † 5. Oktober 1984 auf Hawaii) war ein deutsch-amerikanischer Bridgespieler.

## Leben
Waldemar von Zedtwitz war das einzige Kind des Diplomaten Curt von Zedtwitz und seiner Ehefrau Mary Elizabeth geb. Caldwell und damit ein Urenkel des Schauspielers und Geschäftsmannes James H. Caldwell. Er verlor seinen Vater im Säuglingsalter durch einen Segelunfall; die Mutter starb, als Waldemar von Zedwitz 15 Jahre alt war. Er wurde von Verwandten in Deutschland aufgezogen und kämpfte im Ersten Weltkrieg. Nach der Schlacht von Verdun wurde er irrtümlich für tot gehalten. 1923 begann er seine Karriere als Bridgespieler; 1924 wanderte er offenbar in die USA ein und ließ sich in New York nieder. Waldemar von Zedtwitz erbte unter anderem La Chartreuse, das seine Mutter nach dem Tod des Vaters errichten lassen hatte. Da seine Tante mütterlicherseits kinderlos gestorben war, erbte er auch das Anwesen der Caldwell-Schwestern. Beide Immobilien verkaufte er.
Ein Spielpartner, der ihn im Cavendish Club kennenlernte, schilderte ihn folgendermaßen: „Baron Waldemar von Zedtwitz — we called him Waldy — was an unusual person. In the first place, he was a multimillionaire. In the second place, he looked different from anyone I’ve ever seen. He was about six feet tall, very thin, almost nothing but bones. Waldy was nice, but extremely serious.“ Von Zedtwitz ließ sich mitunter viel Zeit, um konzentriert über Bridgeprobleme nachzudenken. Einer Anekdote nach saß er einmal in schlichter Kleidung in einem Restaurant und beschäftigte sich zwei Stunden lang so intensiv mit einer Bridgepartie, die er Jahre zuvor gespielt hatte, dass er vergaß, unterdessen die bereitgelegte Rechnung zu bezahlen. Die Beschäftigten des Restaurants veranstalteten daraufhin diskret eine Sammlung und legten ihm das Geld auf den Tisch, weil sie glaubten, er könne die Rechnung nicht begleichen, worauf von Zedtwitz, aus seinen Reflexionen erwacht, eine ebenso große Summe und ein stattliches Trinkgeld daneben platzierte und das Lokal verließ.
1930 gewann er mit dem Bridge World Team die ersten internationalen Spiele in England und Frankreich. Im selben Jahr hatte er den Gold Cup für Master Pairs, heute Life Master Pairs, gestiftet, den er im ersten Jahr selbst gewann. Ebenfalls 1930 trug er zur Durchsetzung des Bridge-Systems Ely Culbertsons bei. Culbertson erprobte sein Approach Forcing System auf der Überfahrt nach England mit Waldemar von Zedtwitz und Theodore Lightner, ehe er ein Herausforderungs-Match gegen Colonel Bullers englisches Team spielte. Auf dieser Fahrt schrieb er auch einen Teil seines Contract Bridge Blue Books.
Für Zedtwitz folgten zahlreiche weitere große Erfolge. Einer seiner bevorzugten Teampartner war Harold S. Vanderbilt.
1932 wurde er Präsident der American Bridge League und 1948 Präsident der ACBL. Außerdem war er einer der Gründer der World Bridge Federation und spielte eine wichtige Rolle in der ACBL Charity Foundation. Im Alter von 74 Jahren beendete er seine Bridge-Karriere 1970 mit dem Sieg bei den World Mixed Pairs. Zu diesem Zeitpunkt war er fast erblindet. Mit 82 Jahren gewann er noch eine Backgammon-Meisterschaft auf Hawaii. Er starb auf Hawaii, nachdem er durch einen Schlaganfall Atemprobleme bekommen hatte.